# Asunción de Zea-Bermúdez
Asunción de Zea-Bermúdez y Montoya (Las Pedroñeras, Cuenca; 2 de febrero de 1862-Madrid, 21 de agosto de 1936) fue una escritora y ensayista española.

## Trayectoria
Nació en Las Pedroñeras el 2 de febrero de 1862, hija de Rosaura Montoya Perea y de Fernando Francisco de Zea Bermúdez, segundo conde de Colombí. El 18 de octubre de 1893 se casó con Jesús Contreras y Arcas, de cuyo matrimonio nació María Esperanza Contreras y Zea Bermúdez (1894-1938), cuarta condesa de Colombí.
Mantuvo durante toda su vida una buena relación con su lugar natal, donde pasaba grandes temporadas, interesándose por los temas cervantinos.
Como ensayista publicó dos libros sobre moral y doctrinas cristianas: Compendio de la doctrina cristiana para el uso del apostolado de las doctrinas (1903) e Influencia de la mujer en la regeneración social de los católicos (1904)
La primera de las obras fue ampliamente recomendada en la época para la enseñanza primaria. La Gaceta de Instrucción Pública y La Escuela Moderna publicó alguna disposición en este sentido. En esta obra la autora pretende explicar de manera sencilla el Catecismo católico, a fin de que se pudiera emplear como manual por parte del grupo de mujeres que conformaban la agrupación Socias del Apostolado de las Doctrinas. En estas obras muestra una gran preocupación porque estas enseñanzas lleguen a todas las clases sociales, especialmente a las clases bajas.
Mantuvo con Antonio Castellanos una discusión pública acerca del lugar del nacimiento de Cervantes, que la autora mantenía que no podía ser otro que Alcalá de Henares, frente a Castellanos que defendía Alcázar de San Juan como lugar de nacimiento. Tras la discusión, recogió las conclusiones en un trabajo, que presentó el 24 de abril de 1916 al certamen literario celebrado en Albacete, por el que recibió un accésit: Post Núbila: sobre la verdadera cuna de Cervantes. En él muestra claridad argumentativa y fina ironía.
En 1929 prologó la obra de su paisano, Julián Escudero Picazo, Vidas manchegas.
Murió en Madrid el 21 de agosto de 1936.

## Obras
- Compendio de la doctrina cristiana para el uso del apostolado de las doctrinas (1903)
- Influencia de la mujer en la regeneración social de los católicos (1904)
- Post Núbila: sobre la verdadera cuna de Cervantes (1916)